# Nekrolog 4. Quartal 1933
Nekrolog
◄◄
| ◄
| 1929
| 1930
| 1931
| 1932
| 1933 | 1934 | 1935 | 1936 | 1937 | ► | ►►
1. Quartal |
2. Quartal |
3. Quartal |
4. Quartal 1933
Weitere Ereignisse | Allgemeiner Nekrolog 1933
Die Beschreibung der verstorbenen Person sollte so kurz wie möglich gehalten sein und nur deren signifikante Tätigkeit(en) enthalten.
Neue Namen ggf. auch unter dem Geburts- und Sterbedatum, also etwa unter 1. Januar und im Geburts- und Sterbejahr (2024) eintragen (nur bei entsprechender großer Wichtigkeit). Für Beispiele siehe die schon vorhandenen Artikel.
Außerdem über die fünf zuletzt Verstorbenen, zu denen es einen ausreichend guten Artikel für eine Präsentation auf der Hauptseite gibt, nach der todesbedingten Überarbeitung der Artikel ggf. auch unter Wikipedia Diskussion:Hauptseite informieren und sie am besten auch in den anderen Wikipedia-Sprachversionen eintragen. Tipp: Regelmäßig bei news.google.de nach „ist tot“, „gestorben“ oder „verstorben“ suchen.
Wenn eine Person gestorben ist, gibt es viele Seiten zu dieser Person in der Wikipedia, die davon auch betroffen sind und entsprechend aktualisiert werden müssen. Beispiele: Namenübersichtsseite, Geburtsjahr, Geburtsort-Seiten und viele mehr.
Wie finde ich die betroffenen Seiten?
Im Suchfeld auf der linken Seite gibt man den Suchbegriff so ein: „Vorname Nachname“. Dann klickt man auf Volltext und alle Seiten mit entsprechendem Suchtext werden aufgerufen. Hier sieht man dann schnell, wo auch das Todesjahr Sinn macht oder sogar ein Teil des Artikels angepasst werden muss. Auch hilft das „Werkzeug“ auf der linken Seite sehr gut, um solche Seiten aufzufinden: „Links auf diese Seite“. Somit ist die Wikipedia wieder aktuell in allen Bereichen! Hinweis: bei Eintragung der Kategorie „Gestorben JAHR“ wird der Missbrauchsfilter 49 ausgelöst, was jedoch nicht schlimm ist. Siehe: Spezial:Missbrauchsfilter/49
Dies ist eine Liste von im vierten Quartal 1933 verstorbenen bekannten Persönlichkeiten. Die Einträge erfolgen innerhalb der einzelnen Daten alphabetisch sortiert. Tiere sind im Nekrolog für Tiere zu finden.

## Oktober
| Tag         | Name                              | Beruf, bekannt als                                                                            | Alter | Beleg |
| ----------- | --------------------------------- | --------------------------------------------------------------------------------------------- | ----- | ----- |
| 1. Oktober  | Uchter Knox, 5. Earl of Ranfurly  | Gouverneur von Neuseeland                                                                     | 77    |       |
| 1. Oktober  | John Edward Marr                  | britischer Geologe und Paläontologe                                                           | 76    |       |
| 1. Oktober  | August Puppe                      | deutscher SA-Führer                                                                           | 29    |       |
| 2. Oktober  | Arnarulunnguaq                    | grönländische Expeditionsteilnehmerin                                                         |       |       |
| 2. Oktober  | Philipp Forchheimer               | österreichischer Hydrologe                                                                    | 81    |       |
| 2. Oktober  | Oskar Nachod                      | deutscher Ethnologe und Japanologe                                                            | 75    |       |
| 2. Oktober  | Karl Götz von Olenhusen           | deutscher Rittergutsbesitzer und Politiker (DHP), MdR                                         | 85    |       |
| 2. Oktober  | Elizabeth Thompson                | britische Schlachtenmalerin                                                                   | 86    |       |
| 3. Oktober  | Robert N. Page                    | US-amerikanischer Politiker                                                                   | 73    |       |
| 3. Oktober  | Karl Paulmichl                    | österreichischer Architekt                                                                    | 60    |       |
| 3. Oktober  | Young Stribling                   | US-amerikanischer Boxer                                                                       | 28    |       |
| 3. Oktober  | Abdolhossein Teymurtash           | iranischer Politiker und Hofminister                                                          |       |       |
| 4. Oktober  | Siegfried Berisch                 | österreichisch-mährischer Schauspieler                                                        | 56    |       |
| 4. Oktober  | Kurt Boeck                        | deutscher Theaterschauspieler, Bergsteiger und Reiseschriftsteller                            | 78    |       |
| 4. Oktober  | William Augustine Hickey          | US-amerikanischer Geistlicher, römisch-katholischer Bischof von Providence                    | 64    |       |
| 4. Oktober  | Wilhelm Mildenstein               | Hauptpastor der Luthergemeinde, führte niederdeutsche Gottesdienste ein                       | 63    |       |
| 4. Oktober  | Artur Landsberger                 | deutscher Romanschriftsteller                                                                 | 57    |       |
| 4. Oktober  | Alexander Schaible                | deutscher Beamter                                                                             | 63    |       |
| 5. Oktober  | Renée Adorée                      | französische Schauspielerin                                                                   | 35    |       |
| 5. Oktober  | Nikolai Nikolajewitsch Judenitsch | russischer General                                                                            | 71    |       |
| 5. Oktober  | Wilhelm Mielck                    | deutscher Meeresbiologe                                                                       | 54    |       |
| 5. Oktober  | Jean-Baptiste Périer              | französischer Diplomat                                                                        | 62    |       |
| 5. Oktober  | Wilhelm Staab                     | deutscher Politiker (SPD, USPD), MdR                                                          | 69    |       |
| 6. Oktober  | Porter H. Dale                    | US-amerikanischer Politiker (Republikanische Partei)                                          | 66    |       |
| 6. Oktober  | Wallace Rider Farrington          | US-amerikanischer Politiker                                                                   | 62    |       |
| 6. Oktober  | Sakaria Paliaschwili              | georgischer Komponist                                                                         | 62    |       |
| 6. Oktober  | Constant Puyo                     | französischer Fotograf des Pictorialismus                                                     | 75    |       |
| 7. Oktober  | Alexander Baumgarten              | Reichsgerichtsrat                                                                             | 65    |       |
| 7. Oktober  | Guido Gassner                     | österreichischer Politiker (GDVP), Landtagsabgeordneter zum Vorarlberger Landtag              | 73    |       |
| 7. Oktober  | Hans Humann                       | deutscher Diplomat in der Türkei                                                              |       |       |
| 7. Oktober  | Albert Lammens                    | belgischer Tennisspieler                                                                      | 43    |       |
| 7. Oktober  | Otto Lipmann                      | deutscher Psychologe                                                                          | 53    |       |
| 7. Oktober  | August Natterer                   | deutscher Art-Brut-Künstler                                                                   | 65    |       |
| 7. Oktober  | Alexander Peacock                 | australischer Premierminister von Victoria                                                    | 72    |       |
| 8. Oktober  | Guido d’Ippolito                  | italienischer Autorennfahrer                                                                  |       |       |
| 8. Oktober  | Morris Hillquit                   | russisch-US-amerikanischer Jurist und Politiker                                               | 64    |       |
| 8. Oktober  | Sigi Hofer                        | österreichischer Komiker und Schauspieler                                                     | 55    |       |
| 8. Oktober  | Henry Edmund Holland              | Politiker der New Zealand Labour Party                                                        | 65    |       |
| 8. Oktober  | Albert Pulvers                    | deutscher Politiker der SPD                                                                   | 65    |       |
| 8. Oktober  | Ferdinand Sperber                 | deutscher Ingenieur                                                                           | 77    |       |
| 8. Oktober  | Leonid Alexandrowitsch Wesnin     | russischer Architekt und Hochschullehrer                                                      | 52    |       |
| 9. Oktober  | Käthe Günther                     | deutsche Politikerin (DDP)                                                                    | 60    |       |
| 9. Oktober  | Fritz Lach                        | österreichischer Maler und Grafiker                                                           | 65    |       |
| 9. Oktober  | Paul Rühlmann                     | deutscher Pädagoge                                                                            | 57    |       |
| 9. Oktober  | Paul von Schlippenbach            | deutscher Maler und Radierer                                                                  | 64    |       |
| 9. Oktober  | Max Wellmann                      | deutscher Klassischer Philologe und Medizinhistoriker                                         | 70    |       |
| 10. Oktober | Victor Méric                      | französischer Journalist                                                                      | 57    |       |
| 10. Oktober | Heinrich von Mosthaf              | deutscher Jurist                                                                              | 79    |       |
| 10. Oktober | Franz Pitzinger                   | österreichischer Schiffsingenieur                                                             | 75    |       |
| 11. Oktober | Riccardo Bartoloni                | italienischer Geistlicher, römisch-katholischer Erzbischof und Diplomat des Heiligen Stuhls   | 48    |       |
| 11. Oktober | Alfred Dührssen                   | deutscher Gynäkologe                                                                          | 71    |       |
| 11. Oktober | Ernst Friedrich Gilg              | deutscher Botaniker                                                                           | 66    |       |
| 11. Oktober | Josef Hofmiller                   | deutscher Essayist, Kritiker, Übersetzer und Gymnasiallehrer                                  | 61    |       |
| 11. Oktober | Gustaf Rydberg                    | schwedischer Landschaftsmaler der Düsseldorfer Schule                                         | 98    |       |
| 11. Oktober | Reinhold Tiling                   | deutscher Ingenieur, Pilot und Raketenpionier                                                 | 40    |       |
| 12. Oktober | Otto Eggerstedt                   | deutscher Politiker (SPD), MdR                                                                | 47    |       |
| 12. Oktober | Nikolai Wladimirowitsch Gutowskoi | russischer Metallkundler                                                                      | 57    |       |
| 12. Oktober | Hugo Kulka                        | österreichischer Bauingenieur und Hochschullehrer                                             | 50    |       |
| 12. Oktober | Hermann Lüdemann                  | deutscher evangelischer Theologe                                                              | 91    |       |
| 12. Oktober | Arthur Mayo-Robson                | britischer Chirurg                                                                            | 80    |       |
| 13. Oktober | Thomas Broderick                  | irischer Geistlicher                                                                          | 50    |       |
| 13. Oktober | Nicolaus Busch                    | deutsch-baltischer Historiker und Ehrendoktor der Universität Tübingen                        | 69    |       |
| 13. Oktober | Nikolai Grigorjewitsch Falejew    | russisch-sowjetischer Bauingenieur, Architekt und Hochschullehrer                             | 74    |       |
| 13. Oktober | Friedrich Bernhard Störzner       | deutscher Kantor und Lehrer, Autor von Heimatbüchern                                          | 72    |       |
| 14. Oktober | Leonhard Paul Birnbaum            | deutscher Journalist, Redakteur und Schriftsteller                                            | 53    |       |
| 15. Oktober | Nitobe Inazō                      | japanischer Gelehrter und Vizegeneralsekretär des Völkerbunds                                 | 71    |       |
| 15. Oktober | Felix Perles                      | deutscher Rabbiner, Gelehrter und Zionist                                                     | 59    |       |
| 15. Oktober | Georgi Awgustowitsch Stenberg     | schwedisch-russischer Grafiker                                                                | 32    |       |
| 16. Oktober | Jean Cruppi                       | französischer Politiker in der Zeit der Dritten Französischen Republik                        | 78    |       |
| 16. Oktober | José Malhoa                       | portugiesischer Maler                                                                         | 78    |       |
| 16. Oktober | Maurice Renaud                    | französischer Opernsänger (Bariton)                                                           | 72    |       |
| 16. Oktober | Ludwig Freiherr von Türcke        | deutscher Staatsminister und Landrat                                                          | 76    |       |
| 17. Oktober | Johann Berger                     | österreichischer Schachspieler und -theoretiker                                               | 88    |       |
| 17. Oktober | Franz Dafert von Sensel-Timmer    | österreichischer Landwirtschaftsexperte und Lebensmittelchemiker                              | 70    |       |
| 17. Oktober | Wilhelm Franz                     | deutscher Kaufmann, Kommunist und KZ-Häftling                                                 | 24    |       |
| 17. Oktober | Otto Hermann                      | estnischer Komponist und Dirigent                                                             | 54    |       |
| 17. Oktober | Augustinus Hombach                | deutscher Lazarist, Erzbischof und Märtyrer                                                   | 53    |       |
| 17. Oktober | Delwin Katz                       | deutscher Arzt und KZ-Häftling                                                                | 46    |       |
| 17. Oktober | Josef Ludwig                      | österreichischer Architekt                                                                    | 62    |       |
| 17. Oktober | Emily Murphy                      | kanadische Frauenrechtsaktivistin, Juristin und Autorin                                       | 65    |       |
| 18. Oktober | Samuel Paul Altmann               | deutscher Nationalökonom                                                                      | 55    |       |
| 18. Oktober | Helmi Biese                       | finnische Malerin                                                                             | 66    |       |
| 18. Oktober | Albert Hensel                     | deutscher Rechtswissenschaftler und Hochschullehrer                                           | 38    |       |
| 18. Oktober | Christine Murrell                 | englisch-britische Ärztin                                                                     | 59    |       |
| 18. Oktober | Albert Pantenburg                 | deutscher Verwaltungsjurist und Parlamentarier                                                | 57    |       |
| 18. Oktober | Albert von Trentini               | österreichischer Schriftsteller                                                               | 55    |       |
| 19. Oktober | Oskar Friman                      | finnischer Ringer                                                                             | 40    |       |
| 19. Oktober | Moses Orimolade Tunolase          | nigerianischer Prediger und Gründer einer religiösen Gruppierung                              |       |       |
| 19. Oktober | Jean Speck                        | deutsch-schweizerischer Kino-Unternehmer                                                      | 73    |       |
| 20. Oktober | André Albertin                    | französischer Landschaftsmaler, Aquarellist, Journalist und Kunstkritiker                     | 66    |       |
| 20. Oktober | Ferdinand Krackowizer             | österreichischer Archivar und Schriftsteller                                                  | 89    |       |
| 21. Oktober | Marie Brechbühl                   | Schweizer Lehrerin und Pädagogin                                                              | 76    |       |
| 21. Oktober | Charles Follot                    | französischer Unternehmer und Autorennfahrer                                                  | 64    |       |
| 21. Oktober | Bernhard Otte                     | deutscher Gewerkschaftsführer und Politiker (Zentrum), MdL                                    | 50    |       |
| 21. Oktober | Wilhelm Stieda                    | deutscher Nationalökonom und Wirtschaftshistoriker                                            | 81    |       |
| 22. Oktober | Adli Yakan Pascha                 | ägyptischer Politiker                                                                         | 69    |       |
| 23. Oktober | William N. Doak                   | US-amerikanischer Politiker                                                                   | 50    |       |
| 23. Oktober | Ernst Dronke                      | deutscher Jurist und Gerichtspräsident                                                        | 68    |       |
| 23. Oktober | Johannes Olav Fallize             | Oberhirte der katholischen Kirche                                                             | 88    |       |
| 23. Oktober | Iwan Andrejewitsch Hermann        | russischer Architekt                                                                          | 58    |       |
| 23. Oktober | Giuseppe Marazzi                  | italienischer römisch-katholischer Geistlicher                                                | 57    |       |
| 23. Oktober | Burpee L. Steeves                 | US-amerikanischer Politiker                                                                   | 65    |       |
| 23. Oktober | Maurice de la Taille              | katholischer Jesuit und Theologe                                                              | 60    |       |
| 24. Oktober | Thomas William Drumm              | US-amerikanischer römisch-katholischer Geistlicher                                            | 62    |       |
| 24. Oktober | Johannes Methöfer                 | niederländischer Anarchist                                                                    | 70    |       |
| 24. Oktober | Pierre Villey                     | französischer Romanist und Literaturwissenschaftler                                           | 54    |       |
| 25. Oktober | Evelyn Briggs Baldwin             | US-amerikanischer Polarforscher und Meteorologe                                               | 71    |       |
| 25. Oktober | Egon Reichsgraf von Beroldingen   | deutscher Jagdflieger und Flughafenleiter                                                     | 48    |       |
| 25. Oktober | Carl Blankenstein                 | deutscher Theaterschauspieler                                                                 | 68    |       |
| 25. Oktober | William John Bowser               | kanadischer Politiker                                                                         | 65    |       |
| 25. Oktober | Michael Gaisert                   | deutscher römisch-katholischer Geistlicher und Märtyrer                                       | 69    |       |
| 25. Oktober | Lilian Hall-Davis                 | britische Schauspielerin                                                                      | 35    |       |
| 25. Oktober | Albert Wangerin                   | deutscher Mathematiker                                                                        | 88    |       |
| 26. Oktober | Miguelina Acosta Cárdenas         | peruanische Juristin, Journalistin und Frauenrechtlerin                                       | 45    |       |
| 26. Oktober | Franz Xaver Glasschröder          | bayerischer Historiker und Archivar                                                           | 69    |       |
| 26. Oktober | Semmy Steinberg                   | deutscher Schriftsteller                                                                      | 88    |       |
| 27. Oktober | John Harvard Biles                | britischer Schiffbauingenieur und Professor                                                   | 79    |       |
| 27. Oktober | Emil Dietrich                     | deutscher Pädagoge und Politiker (Zentrum), MdL                                               | 57    |       |
| 27. Oktober | Julius Klengel                    | deutscher Cellist                                                                             | 74    |       |
| 27. Oktober | Meir Schapira                     | chassidischer Rabbiner                                                                        | 46    |       |
| 28. Oktober | Hans Maria Fuchs                  | österreichischer Arzt und Heimatforscher                                                      | 59    |       |
| 28. Oktober | Franz Twaroch                     | österreichischer Fußballspieler                                                               | 40    |       |
| 29. Oktober | Albert Calmette                   | französischer Arzt, Bakteriologe und Immunologe                                               | 70    |       |
| 29. Oktober | Rudolph Lewis                     | südafrikanischer Radrennfahrer                                                                | 46    |       |
| 29. Oktober | George Benjamin Luks              | US-amerikanischer Porträt- und Genremaler                                                     | 66    |       |
| 29. Oktober | Paul Painlevé                     | französischer Mathematiker, Politiker und Premierminister                                     | 69    |       |
| 29. Oktober | Erich Weber                       | deutscher General der Infanterie                                                              | 73    |       |
| 30. Oktober | Viktor Ernst                      | deutscher Historiker                                                                          | 62    |       |
| 30. Oktober | Theodor Freytag                   | deutscher Bauingenieur und bayerischer Baubeamter, Leiter der bayerischen Obersten Baubehörde | 68    |       |
| 30. Oktober | Gustav Heim                       | deutscher Trompeter und Kornett-Spieler                                                       | 54    |       |
| 30. Oktober | Hirafuku Hyakusui                 | japanischer Maler                                                                             | 55    |       |
| 30. Oktober | Herminie Templeton Kavanagh       | englische Schriftstellerin                                                                    |       |       |
| 30. Oktober | Antanas Kriščiukaitis             | litauischer Autor, Schriftsteller, Professor, Gerichtspräsident von Vyriausiasis Tribunolas   | 69    |       |
| 31. Oktober | Bernhard Patzak                   | deutscher Kunsthistoriker                                                                     | 60    |       |

## November
| Tag          | Name                              | Beruf, bekannt als                                                         | Alter | Beleg |
| ------------ | --------------------------------- | -------------------------------------------------------------------------- | ----- | ----- |
| 1. November  | Karl Fußenegger                   | österreichischer Rechtsanwalt und Politiker                                | 75    |       |
| 1. November  | Adolf Grünhut                     | deutscher Opernsänger (Tenor)                                              | 58    |       |
| 1. November  | Hermann Hammerl                   | österreichischer Physiker                                                  | 80    |       |
| 1. November  | Julius Mugler                     | deutscher Kaiserlicher Marine-Oberbaurat                                   | 61    |       |
| 1. November  | Peter Saget                       | deutscher Journalist und Schriftsteller                                    | 74    |       |
| 1. November  | Ludwig Wunderlich                 | deutscher Zoologe und Zoodirektor in Köln                                  | 74    |       |
| 2. November  | Albert Mielke                     | deutscher Geistlicher, evangelischer Pfarrer                               | 38    |       |
| 2. November  | Alexander Sibirjakow              | russischer Mäzen und Forschungsreisender                                   | 84    |       |
| 3. November  | John B. Kendrick                  | US-amerikanischer Politiker                                                | 76    |       |
| 3. November  | Fritz Quant                       | deutscher Grafiker, Maler und Gestalter                                    | 45    |       |
| 3. November  | Eberhard Rimbach                  | deutscher Chemiker und Hochschullehrer                                     | 80    |       |
| 3. November  | Émile Roux                        | französischer Wissenschaftler und Pionier auf dem Gebiet der Mikrobiologie | 79    |       |
| 5. November  | John D. Clarke                    | US-amerikanischer Politiker                                                | 60    |       |
| 5. November  | Texas Guinan                      | US-amerikanische Schauspielerin und Nachtclubbesitzerin                    | 49    |       |
| 5. November  | Hermann Heller                    | deutscher Jurist und Staatsrechtler                                        | 42    |       |
| 5. November  | Sen Katayama                      | japanischer Marxist und Journalist                                         | 73    |       |
| 5. November  | Joseph M. Kendall                 | US-amerikanischer Politiker                                                | 70    |       |
| 5. November  | Betty Kofler                      | österreichische Opernsängerin (Mezzosopran)                                | 64    |       |
| 5. November  | Franz Schediwy senior             | Gründer der Ludwigsburger Blasinstrumentenfirma                            | 81    |       |
| 6. November  | Andrei Ljaptschew                 | bulgarischer Politiker und Ministerpräsident                               | 66    |       |
| 6. November  | Friedrich Lux                     | deutscher Politiker (KPD), MdHB, Widerstandskämpfer                        | 41    |       |
| 6. November  | Carl Wilhelm Petersen             | deutscher Politiker (DDP), MdHB, MdR                                       | 65    |       |
| 7. November  | Hugo von Buttel-Reepen            | deutscher Zoologe, Bienenforscher und Museumsdirektor                      | 73    |       |
| 07. November | Susan Laird                       | US-amerikanische Schwimmerin                                               | 25    |       |
| 7. November  | Leo Motzkin                       | zionistischer Führer, Vorkämpfer des modernen Minderheitenrechts           |       |       |
| 7. November  | Jehan Rictus                      | französischer Schriftsteller                                               | 66    |       |
| 7. November  | Ignaz von Ruber                   | österreichischer Politiker und Jurist                                      | 88    |       |
| 7. November  | Harold Weber                      | US-amerikanischer Golfer                                                   | 51    |       |
| 8. November  | Ferdinand Abt                     | deutscher Architekt und Abgeordneter                                       | 84    |       |
| 8. November  | Edmund Alexander                  | deutscher Jurist                                                           | 78    |       |
| 8. November  | Vittorio Matteo Corcos            | italienischer Porträtmaler                                                 | 74    |       |
| 8. November  | Mohammed Nadir Schah              | König von Afghanistan (1929–1933)                                          | 50    |       |
| 8. November  | Henri Smulders                    | niederländischer Segler                                                    | 70    |       |
| 8. November  | Wilfred D. Turner                 | US-amerikanischer Politiker                                                | 78    |       |
| 8. November  | Uehara Yūsaku                     | japanischer Feldmarschall und Politiker                                    | 76    |       |
| 9. November  | Modest Modestowitsch von Korff    | Hofmarschall und Zeremonienmeister am russischen Zarenhof                  | 91    |       |
| 9. November  | Max Landa                         | österreichischer Stummfilmschauspieler                                     | 60    |       |
| 9. November  | Scipione                          | italienischer Maler und Schriftsteller                                     | 29    |       |
| 9. November  | Adelaida Simonowitsch             | russische bzw. sowjetische Pädagogin                                       | 89    |       |
| 11. November | Heinrich von Achenbach            | preußischer Beamter und Landrat                                            | 70    |       |
| 11. November | Jean Angelo                       | französischer Schauspieler                                                 | 58    |       |
| 11. November | Julius Feldtmann                  | deutscher Bildhauer und Porzellanbildner                                   | 77    |       |
| 11. November | Melville J. Gideon                | US-amerikanischer Komponist                                                | 49    |       |
| 11. November | Ernst Hartert                     | deutscher Ornithologe                                                      | 74    |       |
| 11. November | Jan Lemański                      | polnischer Schriftsteller, Satiriker und Fabeldichter                      | 67    |       |
| 11. November | Wilhelm Schreuer                  | deutscher Maler                                                            | 67    |       |
| 12. November | Ernst Brasche                     | estnischer Segler                                                          | 59    |       |
| 12. November | John Deere Cady                   | US-amerikanischer Golfer                                                   | 67    |       |
| 12. November | Jakob Caspers                     | deutscher Landwirt                                                         | 81    |       |
| 12. November | Hans Haustein                     | deutscher Arzt und Wissenschaftler                                         | 39    |       |
| 12. November | Fred Holland Day                  | amerikanischer Fotograf und Verleger                                       | 69    |       |
| 12. November | Jakob Kleynmans                   | deutscher Bergwerksdirektor und Wirtschaftspolitiker (Zentrum)             | 77    |       |
| 12. November | Heinrich Türler                   | Schweizer Historiker und Hochschullehrer                                   | 72    |       |
| 12. November | Otto Wyrgatsch                    | deutscher Publizist und Gewerkschafter                                     | 49    |       |
| 14. November | David Murray                      | britischer Landschaftsmaler                                                | 84    |       |
| 14. November | Richard Muth                      | deutscher Maler und Grafiker                                               | 65    |       |
| 14. November | Hugo Rösch                        | deutscher Journalist                                                       | 72    |       |
| 15. November | Erwin Grueber                     | deutsch-britischer Rechtswissenschaftler                                   | 87    |       |
| 15. November | Ernst Meusel                      | deutscher Marineoffizier, zuletzt Konteradmiral                            | 52    |       |
| 15. November | Jacques-Émile Ruhlmann            | französischer Innenarchitekt und Möbelgestalter                            | 54    |       |
| 16. November | Henry C. Hansbrough               | US-amerikanischer Politiker                                                | 85    |       |
| 16. November | Johann Friedrich Schröder         | deutscher Bankier                                                          | 54    |       |
| 16. November | Alexander Schuke                  | deutscher Orgelbauer                                                       | 63    |       |
| 16. November | Kurt Willkomm                     | deutscher antifaschistischer Widerstandskämpfer                            | 28    |       |
| 17. November | Hermine Feist                     | deutsche Porzellansammlerin                                                | 77    |       |
| 17. November | Georg Haberland                   | deutscher Kaufmann und Immobilien-Unternehmer                              | 72    |       |
| 17. November | Iossif Michailowitsch Kulischer   | russischer und sowjetischer Wirtschaftswissenschaftler                     | 55    |       |
| 18. November | Emilie Flottmann                  | deutsche Unternehmerin und Industriepionierin                              | 81    |       |
| 18. November | Hermann von der Pfordten          | deutscher Altphilologe und Musikwissenschaftler                            | 76    |       |
| 18. November | James M. Riggs                    | US-amerikanischer Politiker                                                | 94    |       |
| 18. November | Max Schneider                     | deutscher Publizist, Verleger und Propagandist des frühen Skilaufs         | 80    |       |
| 19. November | Hermine Ginzkey                   | österreichische Radiererin, Malerin und Zeichnerin                         | 69    |       |
| 19. November | Gottfried zu Hohenlohe-Langenburg | böhmischer Magnat                                                          | 73    |       |
| 19. November | Louise Jopling                    | englische Malerin                                                          | 90    |       |
| 19. November | Vittorio Scialoja                 | italienischer Rechtswissenschaftler, Hochschullehrer und Politiker         | 77    |       |
| 20. November | Hans Joachim Balcke               | deutscher Wärmetechnik-Ingenieur und Unternehmer                           | 71    |       |
| 20. November | Augustine Birrell                 | britischer Schriftsteller und Politiker, Mitglied des House of Commons     | 83    |       |
| 20. November | Ovid Charlebois                   | kanadischer Ordensgeistlicher und Bischof der römisch-katholischen Kirche  | 71    |       |
| 20. November | Hermann Hassenkamp                | deutscher Verwaltungsjurist und Politiker                                  | 76    |       |
| 20. November | Michael Kazmierczak               | deutscher Politiker (KPD) und Widerstandskämpfer                           | 35    |       |
| 20. November | Heinz Schall                      | deutscher Schauspieler und Filmregisseur                                   | 48    |       |
| 20. November | Max Weidner                       | deutscher Alternativmediziner                                              | 74    |       |
| 21. November | Christian Baeumler                | deutscher Mediziner                                                        | 97    |       |
| 21. November | Marion E. Hay                     | US-amerikanischer Politiker                                                | 67    |       |
| 21. November | Julius Adolf Petersen             | deutscher Berufsverbrecher und Kneipenwirt                                 | 51    |       |
| 22. November | Kurt von dem Borne                | preußischer General der Infanterie                                         | 76    |       |
| 22. November | Albert Dagnaux                    | französischer Maler                                                        | 72    |       |
| 22. November | Hugo Müller-Otfried               | deutscher Verwaltungsbeamter                                               | 73    |       |
| 22. November | Ulrik Plesner                     | dänischer Architekt                                                        | 72    |       |
| 22. November | Mahmud Tarzi                      | afghanischer Intellektueller und Diplomat                                  |       |       |
| 23. November | Hermann Christ                    | Schweizer Jurist und Botaniker                                             | 99    |       |
| 23. November | Émile Sartorius                   | französischer Fußballspieler und -funktionär                               | 48    |       |
| 23. November | Rudolf Seibert                    | deutscher Lehrer und Märtyrer                                              | 35    |       |
| 24. November | Murayama Ryōhei                   | japanischer Herausgeber und Politiker                                      | 83    |       |
| 24. November | Hans Otto                         | deutscher Theater-Schauspieler                                             | 33    |       |
| 25. November | Charles O. Case                   | US-amerikanischer Lehrer und Politiker                                     | 73    |       |
| 25. November | Kenneth Thompson                  | englischer Eishockeyspieler                                                | 52    |       |
| 26. November | Johannes Bartmann                 | deutscher Landrat                                                          | 52    |       |
| 26. November | Karl Kurz                         | österreichischer Fußballspieler und Fußballtrainer                         | 35    |       |
| 26. November | August Martin                     | deutscher Gynäkologe                                                       | 86    |       |
| 27. November | Wilhelm Bachmann                  | deutscher Chemiker und Hochschullehrer                                     | 47    |       |
| 27. November | Robert Anning Bell                | britischer Maler, Illustrator, Designer und Kunstpädagoge                  | 70    |       |
| 27. November | Paul Koettig                      | deutscher Kriminalist                                                      | 77    |       |
| 27. November | Hermann von Pfaff                 | bayerischer Jurist und Minister                                            | 87    |       |
| 27. November | Karl Vesper                       | deutscher Kommunist und Widerstandskämpfer gegen den Nationalsozialismus   | 50    |       |
| 28. November | Heinrich Maier                    | deutscher Philosoph                                                        | 66    |       |
| 28. November | Adalbert Wietek                   | deutscher Architekt                                                        | 57    |       |
| 29. November | Albert Dankert                    | deutscher Arbeitersportler                                                 | 56    |       |
| 29. November | Pavao Rauch                       | kroatischer Politiker                                                      | 68    |       |
| 29. November | Karl Sinkwitz                     | deutscher Landschaftsmaler und Grafiker                                    | 47    |       |
| 30. November | Arnaldo Angelucci                 | italienischer Augenarzt                                                    | 79    |       |
| 30. November | Arthur Currie                     | kanadischer General                                                        | 57    |       |
| 30. November | Kamura Isota                      | japanischer Schriftsteller                                                 | 35    |       |
| 30. November | James Arnold Lowell               | US-amerikanischer Jurist und Politiker                                     | 64    |       |
| 30. November | Oskar Zoth                        | österreichischer Physiologe                                                | 69    |       |
|              | Fritz Greiner                     | österreichischer Schauspieler                                              | 54    |       |
|              | Leopold Leopoldi                  | österreichischer Violinist und Pianist                                     |       |       |
|              | Adolf Rall                        | deutscher SA-Mann                                                          | 28    |       |

## Dezember
| Tag          | Name                                 | Beruf, bekannt als                                                                                       | Alter | Beleg |
| ------------ | ------------------------------------ | --- | ----- | ----- |
| 1. Dezember  | Wilhelm Augustin Balthasar           | deutscher Finanzbeamter                                                                                  | 67    |       |
| 1. Dezember  | Pekka Halonen                        | finnischer Maler                                                                                         | 68    |       |
| 1. Dezember  | Albert Lang                          | deutscher Maler und Graphiker                                                                            | 86    |       |
| 1. Dezember  | David Weir                           | englischer Fußballspieler und -trainer                                                                   | 70    |       |
| 2. Dezember  | Erwin Baur                           | deutscher Arzt, Botaniker, Genetiker und Züchtungsforscher                                               | 58    |       |
| 2. Dezember  | Josef Gruber                         | österreichischer Komponist und Organist                                                                  | 78    |       |
| 2. Dezember  | Johann Heiser                        | tschechoslowakischer Politiker                                                                           | 63    |       |
| 2. Dezember  | Émile Meyerson                       | Chemiker und Wissenschaftsphilosoph                                                                      | 74    |       |
| 2. Dezember  | Ernst von der Recke                  | dänischer Dichter und Dramatiker                                                                         | 85    |       |
| 3. Dezember  | Hans Hofmann                         | deutscher Kantor der Universitätskirche St. Pauli in Leipzig                                             | 66    |       |
| 3. Dezember  | Oscar Louis Tesdorpf                 | deutscher Hausmakler und Autor                                                                           | 79    |       |
| 3. Dezember  | Carlo Vaccaro                        | italienischer Unternehmer und Bankier                                                                    |       |       |
| 4. Dezember  | Stefan George                        | deutscher Dichter und Schriftsteller                                                                     | 65    |       |
| 4. Dezember  | Carl Möller                          | schwedischer Architekt                                                                                   | 76    |       |
| 5. Dezember  | Jakob Bleyer                         | ungarndeutscher Literaturwissenschaftler und Politiker, Mitglied des Parlaments                          | 59    |       |
| 5. Dezember  | Fritz Büchner                        | Widerstandskämpfer gegen den Nationalsozialismus                                                         | 44    |       |
| 5. Dezember  | Adolf Jarislowsky                    | deutscher Bankier                                                                                        | 78    |       |
| 6. Dezember  | Stella Benson                        | englische Schriftstellerin                                                                               | 41    |       |
| 6. Dezember  | William Samuel Booze                 | US-amerikanischer Politiker                                                                              | 71    |       |
| 6. Dezember  | Auguste Chapuis                      | französischer Komponist, Organist und Musikpädagoge                                                      | 75    |       |
| 6. Dezember  | Eugène Deully                        | französischer Genre- und Aktmaler                                                                        | 73    |       |
| 6. Dezember  | Isidor Fett                          | österreichischer Unternehmer und Filmproduzent sowie ein Münchner Filmpionier                            | 59    |       |
| 6. Dezember  | Hans Knirsch                         | österreichischer und tschechoslowakischer deutsch-nationaler Politiker                                   | 56    |       |
| 6. Dezember  | Chaby Pinheiro                       | portugiesischer Schauspieler                                                                             | 60    |       |
| 6. Dezember  | Wilhelm Süs                          | Maler, Graphiker und Keramiker                                                                           | 72    |       |
| 7. Dezember  | Jan Brandts-Buys                     | niederländischer Komponist                                                                               | 65    |       |
| 7. Dezember  | James Cullen                         | irischer katholischer Geistlicher und Mathematiker                                                       | 66    |       |
| 7. Dezember  | August Exter                         | deutscher Architekt                                                                                      | 75    |       |
| 7. Dezember  | Charlotte Fränkel                    | deutsche klassische Archäologin                                                                          | 53    |       |
| 7. Dezember  | Ferdinand Eduard Groschupp           | Ingenieur, Geheimer Regierungsrat, Mitglied des Reichspatentamtes                                        | 83    |       |
| 7. Dezember  | George Laffer                        | australischer Politiker, Sprecher des South Australian House of Assembly                                 | 67    |       |
| 7. Dezember  | Franz de Rainville                   | deutscher Oberstleutnant, Ritter des Ordens Pour le Mérite                                               | 64    |       |
| 8. Dezember  | Joseph Chartrand                     | US-amerikanischer römisch-katholischer Geistlicher und Bischof                                           | 63    |       |
| 8. Dezember  | Eduard Guntli                        | Schweizer Politiker                                                                                      | 61    |       |
| 8. Dezember  | Karl Jatho                           | deutscher Flugpionier                                                                                    | 60    |       |
| 8. Dezember  | John Joly                            | irischer Physiker                                                                                        | 76    |       |
| 8. Dezember  | Eigil Valdemar Knuth                 | dänischer Kapitän und Hofjägermeister                                                                    | 67    |       |
| 8. Dezember  | Yamamoto Gonnohyōe                   | 16. und 22. Premierminister von Japan                                                                    | 81    |       |
| 8. Dezember  | Charles Henry Muir                   | US-amerikanischer Offizier, Generalmajor der US-Army                                                     | 73    |       |
| 9. Dezember  | Ellen Andrée                         | französische Schauspielerin, Modell                                                                      | 77    |       |
| 9. Dezember  | Brendel Anstey                       | englischer Fußballspieler                                                                                |       |       |
| 9. Dezember  | Leopold Böhm                         | österreichischer Jurist und Sänger                                                                       | 68    |       |
| 9. Dezember  | Franz Ertl                           | österreichischer Politiker (CS), Landtagsabgeordneter, Abgeordneter zum Nationalrat                      | 61    |       |
| 9. Dezember  | Julius Falkenstein                   | deutscher Schauspieler                                                                                   | 54    |       |
| 9. Dezember  | Otto Hornung                         | württembergischer Oberamtmann                                                                            | 63    |       |
| 9. Dezember  | Wilhelm Pfaff                        | österreichischer Botaniker                                                                               | 74    |       |
| 9. Dezember  | Peter Scarff                         | schottischer Fußballspieler                                                                              | 24    |       |
| 10. Dezember | Gabriel Bonvalot                     | französischer Forschungsreisender und Autor                                                              | 80    |       |
| 10. Dezember | Claver Casavant                      | kanadischer Orgelbauer                                                                                   | 78    |       |
| 10. Dezember | Wilhelm von Fircks                   | deutsch-baltischer Bergbauingenieur und Politiker                                                        | 63    |       |
| 10. Dezember | Anton Gnirs                          | tschechischer Archäologe, Historiker und Denkmalpfleger                                                  | 60    |       |
| 10. Dezember | János Hadik                          | ungarischer Politiker                                                                                    | 70    |       |
| 10. Dezember | Max Harteck                          | deutscher Journalist und Staatsbeamter                                                                   | 59    |       |
| 10. Dezember | Josef Alois Kessler                  | deutschstämmiger Erzbischof der römisch-katholischen Kirche im Russischen Zarenreich                     | 71    |       |
| 10. Dezember | Karl Pfeiffer                        | deutscher Jurist und Politiker                                                                           | 68    |       |
| 10. Dezember | Bernd Steiner                        | österreichischer Graphiker, Maler und Bühnenbildner                                                      | 49    |       |
| 11. Dezember | Fritz Falk                           | deutscher Rechtsanwalt am Oberlandesgericht Düsseldorf                                                   | 35    |       |
| 11. Dezember | John R. Farr                         | US-amerikanischer Politiker                                                                              | 76    |       |
| 11. Dezember | Georges Friedel                      | französischer Mineraloge und Kristallograph                                                              | 68    |       |
| 11. Dezember | Jan Hoynck van Papendrecht           | niederländischer Militärmaler                                                                            | 75    |       |
| 11. Dezember | Francisco Piria                      | uruguayischer Unternehmer, Journalist und Politiker, Gründer des nach ihm benannten Badeortes Piriápolis | 86    |       |
| 11. Dezember | Edwin Ewing Roberts                  | US-amerikanischer Politiker                                                                              | 62    |       |
| 11. Dezember | Gustav Wagemann                      | deutscher Jurist                                                                                         | 48    |       |
| 11. Dezember | Emile Wauters                        | belgischer Maler                                                                                         | 87    |       |
| 12. Dezember | Hugo Emsmann                         | deutscher Konteradmiral der Kaiserlichen Marine                                                          | 76    |       |
| 12. Dezember | Camille Jullian                      | französischer Althistoriker                                                                              | 74    |       |
| 12. Dezember | Anita Rée                            | deutsche Malerin                                                                                         | 48    |       |
| 12. Dezember | Antonín Švehla                       | tschechoslowakischer Politiker                                                                           | 60    |       |
| 13. Dezember | Klaus von und zu Egloffstein         | preußischer General der Infanterie                                                                       | 89    |       |
| 13. Dezember | Hendrik Barend Greven                | niederländischer Wirtschaftswissenschaftler und Statistiker                                              | 82    |       |
| 13. Dezember | Emil Reisch                          | österreichischer Klassischer Archäologe                                                                  | 70    |       |
| 13. Dezember | Karl Schaumlöffel                    | deutscher Mühlenbesitzer und Abgeordneter                                                                | 42    |       |
| 13. Dezember | Richard Elihu Sloan                  | US-amerikanischer Politiker                                                                              | 76    |       |
| 14. Dezember | Kaspar Berninghaus                   | deutscher Industrieller                                                                                  | 73    |       |
| 14. Dezember | Josef Johann Beyer                   | österreichischer Maler und Grafiker                                                                      | 72    |       |
| 14. Dezember | John Bool                            | britischer Fotograf                                                                                      |       |       |
| 14. Dezember | Lorentz Højer Buchwaldt              | Gouverneur der Färöer                                                                                    | 92    |       |
| 14. Dezember | Raymond Dominique Carrerot           | französischer Ordensgeistlicher, römisch-katholischer Bischof von Porto Nacional                         | 70    |       |
| 14. Dezember | Elisabeth Leisinger                  | deutsche Opernsängerin (Koloratur-Sopran)                                                                | 70    |       |
| 14. Dezember | Constantin Mandicevschi              | österreichischer Lehrer und Bibliothekar rumänischer Herkunft                                            | 74    |       |
| 14. Dezember | Gardner Williams                     | US-amerikanischer Schwimmer, Olympiateilnehmer                                                           | 56    |       |
| 15. Dezember | Karl Korthaus                        | deutscher Politiker (Zentrum), MdR                                                                       | 74    |       |
| 15. Dezember | Porfyrij Martynowytsch               | ukrainischer Maler, Grafiker und Ethnograph                                                              | 77    |       |
| 15. Dezember | Ludwig Schlesinger                   | deutscher Mathematiker                                                                                   | 69    |       |
| 16. Dezember | Robert W. Chambers                   | US-amerikanischer Autor phantastischer Literatur                                                         | 68    |       |
| 16. Dezember | Adalgisa Gabbi                       | italienische Opernsängerin                                                                               | 76    |       |
| 16. Dezember | Sun Lutang                           | Gründer des Sun-Stils des Taijiquan                                                                      |       |       |
| 16. Dezember | Smaghul Säduaqassow                  | kasachisch-sowjetischer Politiker                                                                        |       |       |
| 16. Dezember | Everett Ellsworth Truette            | US-amerikanischer Organist, Komponist, Musikverleger und Autor                                           | 72    |       |
| 17. Dezember | Conrad Binding                       | deutscher Bierbrauer und Gründer der Binding-Brauerei                                                    | 86    |       |
| 17. Dezember | Richard von Hagn                     | deutscher Architektur- und Landschaftsmaler des Realismus bzw. Naturalismus                              | 83    |       |
| 17. Dezember | Nikolaus von Manteuffel              | kurländischer Rittergutsbesitzer und Politiker                                                           | 63    |       |
| 17. Dezember | Oskar Potiorek                       | Offizier der österreichisch-ungarischen Armee                                                            | 80    |       |
| 17. Dezember | Tokuhei Sada                         | japanischer Schwimmer                                                                                    |       |       |
| 17. Dezember | Thubten Gyatsho                      | 13. Dalai Lama                                                                                           | 57    |       |
| 18. Dezember | Frederick D. Gardner                 | Gouverneur von Missouri                                                                                  | 64    |       |
| 18. Dezember | Harry Puder                          | preußischer Generalmajor, Kommandeur der Kaiserlichen Schutztruppe für Kamerun                           | 71    |       |
| 18. Dezember | Ernst von Romberg                    | deutscher Internist                                                                                      | 68    |       |
| 18. Dezember | Léo Schnug                           | elsässischer Maler und Graphiker                                                                         | 55    |       |
| 18. Dezember | Heinrich Stremme                     | deutscher Landwirt und Politiker                                                                         | 49    |       |
| 18. Dezember | Hans Vaihinger                       | deutscher Philosoph                                                                                      | 81    |       |
| 19. Dezember | Friedrich von Ingenohl               | deutscher Admiral und Chef der deutschen Hochseeflotte                                                   | 76    |       |
| 19. Dezember | Koloman Markart                      | österreichischer Politiker (SDAP); Landtagsabgeordneter zum Vorarlberger Landtag                         | 70    |       |
| 19. Dezember | Emil Nagel                           | deutscher Offizier und Afrikareisender                                                                   | 80    |       |
| 19. Dezember | James S. Parker                      | US-amerikanischer Politiker                                                                              | 66    |       |
| 19. Dezember | Rudolf Schilling                     | deutscher Architekt                                                                                      | 74    |       |
| 20. Dezember | Otto Kesselkaul                      | preußischer Landrat                                                                                      | 70    |       |
| 20. Dezember | Adelaide Milanollo                   | deutsche Violinistin und Musikpädagogin italienischer Herkunft                                           | 63    |       |
| 20. Dezember | Fritz Rau                            | deutscher Widerstandskämpfer und Kommunist                                                               | 29    |       |
| 21. Dezember | Franz Brozincevic                    | Schweizer Lastwagenhersteller                                                                            | 59    |       |
| 21. Dezember | Manuel António Gomes                 | portugiesischer Geistlicher und Erfinder                                                                 | 65    |       |
| 21. Dezember | Iketani Shinzaburō                   | japanischer Schriftsteller                                                                               | 33    |       |
| 21. Dezember | Dora Montefiore                      | englisch-australische Frauenrechtlerin                                                                   | 82    |       |
| 21. Dezember | Knud Rasmussen                       | dänischer Polarforscher, Ethnologe und Buchautor                                                         | 54    |       |
| 22. Dezember | Michael Gesell                       | österreichischer Politiker (CS), MdL (Burgenland)                                                        | 63    |       |
| 22. Dezember | Osvald Moberg                        | schwedischer Turner                                                                                      | 45    |       |
| 22. Dezember | Frida Perlen                         | deutsche Pazifistin                                                                                      | 63    |       |
| 22. Dezember | Adolf Thiele                         | deutscher Arzt und Medizinalbeamter                                                                      | 66    |       |
| 22. Dezember | Heinrich von Witzleben-Alt-Doebern   | preußischer Unternehmer und Politiker                                                                    | 79    |       |
| 23. Dezember | Blanche Friderici                    | US-amerikanische Schauspielerin                                                                          | 55    |       |
| 23. Dezember | Henry Eugen Johns                    | Schiffbauingenieur, Werftdirektor                                                                        | 87    |       |
| 23. Dezember | Hilde Knoth                          | deutsche Schauspielerin                                                                                  | 45    |       |
| 23. Dezember | Josef Mühlbacher                     | österreichischer Priester, Bildhauer und Maler                                                           | 65    |       |
| 23. Dezember | Franz Siegwart                       | Schweizer Offizier und Beamter                                                                           | 79    |       |
| 23. Dezember | Fujisawa Rikitarō                    | japanischer Mathematiker                                                                                 | 72    |       |
| 23. Dezember | Carl Stichnath                       | deutscher Politiker (DDP) und Bremer Senator                                                             | 70    |       |
| 24. Dezember | Aribert von Anhalt                   | Regent des Herzogtums Anhalt                                                                             | 69    |       |
| 24. Dezember | Joseph Emil Hachez                   | Bremer Chocolatier und Kaufmann                                                                          | 71    |       |
| 24. Dezember | Frédéric de Janzé                    | französischer Adliger, Großwildjäger, Autorennfahrer und Autor                                           | 37    |       |
| 24. Dezember | Guy Le Strange                       | englischer Gelehrter                                                                                     | 79    |       |
| 24. Dezember | Ludovico Romano                      | italienischer Architekt                                                                                  | 80    |       |
| 24. Dezember | Lorenzo Tio                          | US-amerikanischer Jazz-Klarinettist                                                                      | 40    |       |
| 25. Dezember | Paul Felisch                         | deutscher Richter                                                                                        | 78    |       |
| 25. Dezember | Francesc Macià i Llussà              | katalanischer Politiker                                                                                  | 74    |       |
| 25. Dezember | John Nicolassen                      | deutscher evangelisch-lutherischer Theologe                                                              | 66    |       |
| 26. Dezember | Henry Watson Fowler                  | englischer Lexikograph und Anglist                                                                       | 75    |       |
| 26. Dezember | Meinrad Lienert                      | Schweizer Schriftsteller                                                                                 | 68    |       |
| 26. Dezember | Eduard Vilde                         | estnischer Schriftsteller                                                                                | 68    |       |
| 27. Dezember | Konrad Cosack                        | deutscher Rechtswissenschaftler, Professor der Rechte in Gießen, Freiburg, Bonn und München              | 78    |       |
| 27. Dezember | Diedrich Dannemann                   | deutscher Politiker (DVP, DNVP, NSDAP), MdR                                                              | 59    |       |
| 27. Dezember | Eduard Fischer                       | österreichischer Prediger und Jesuitenpater                                                              | 87    |       |
| 27. Dezember | Arthur Henry Hardinge                | britischer Botschafter                                                                                   | 74    |       |
| 27. Dezember | Max Heldt                            | deutscher Gewerkschafter und Politiker (SPD, ASPD), MdL, Minister, Ministerpräsident                     | 61    |       |
| 27. Dezember | Egon von Schlieben                   | sächsischer Generalleutnant                                                                              | 81    |       |
| 27. Dezember | John Alexander Stewart               | britischer Philosoph und Klassischer Philologe                                                           | 87    |       |
| 27. Dezember | Paul Wendling                        | deutscher Maler und Illustrator                                                                          | 70    |       |
| 28. Dezember | Charles Dalton                       | kanadischer Unternehmer und Politiker, Vizegouverneur von Prince Edward Island                           | 83    |       |
| 28. Dezember | Pat Henry                            | US-amerikanischer Politiker                                                                              | 72    |       |
| 28. Dezember | Karl Hofmann                         | deutscher Architekt und Hochschullehrer                                                                  | 77    |       |
| 28. Dezember | Alexander von Krobatin               | österreichischer Feldmarschall und Kriegsminister                                                        | 84    |       |
| 28. Dezember | Henry F. Lippitt                     | US-amerikanischer Politiker (Republikanische Partei)                                                     | 77    |       |
| 28. Dezember | Anatoli Wassiljewitsch Lunatscharski | russischer Volkskommissar für das Bildungswesen (NARKOMPROS)                                             | 58    |       |
| 28. Dezember | Jean Puth                            | Abgeordneter des Provinziallandtages                                                                     | 68    |       |
| 28. Dezember | Anna Spier                           | jüdische, freidenkende Schriftstellerin und Kunstkritikerin                                              | 81    |       |
| 28. Dezember | Robert Vonnoh                        | US-amerikanischer Maler                                                                                  | 75    |       |
| 28. Dezember | Heinrich Zieger                      | deutscher KPD-Funktionär und antifaschistischer Widerstandskämpfer                                       | 33    |       |
| 29. Dezember | Ion Duca                             | rumänischer Politiker                                                                                    | 54    |       |
| 29. Dezember | Paul Pützhofen-Hambüchen             | deutscher Landschaftsmaler der Düsseldorfer Schule                                                       |       |       |
| 30. Dezember | Georg Asmussen                       | deutscher Schriftsteller und Guttempler                                                                  | 77    |       |
| 30. Dezember | Carl Melchior                        | deutscher Jurist, Bankier und Politiker                                                                  | 62    |       |
| 30. Dezember | Leo Verkauf                          | österreichisch-galizischer Anwalt, Fachautor und Parlamentarier                                          | 75    |       |
| 31. Dezember | Perry Doolittle                      | kanadischer Radrennfahrer, Arzt, Erfinder und Automobilist                                               | 72    |       |
| 31. Dezember | James Cossar Ewart                   | schottischer Zoologe                                                                                     | 82    |       |
| 31. Dezember | Carl Rudolph von Romeick             | deutscher Reichsgerichtsrat                                                                              | 78    |       |
| 31. Dezember | Max Werner                           | deutscher Architekt                                                                                      | 56    |       |
|              | Orpha-F. Deveaux                     | kanadischer Organist, Musiklehrer und Komponist                                                          | 61    |       |
|              | James Freer                          | kanadischer Filmemacher-Pionier                                                                          | 78    |       |